# Lò đốt rác thải sinh hoạt
Lò đốt rác thải sinh hoạt (tiếng Anh: Incinerator) là một thiết bị hữu hiệu trong công tác xử lý rác thải giữ gìn môi trường xanh, phát triển bền vững.
Đốt rác (tiếng Anh: Incineration) là quá trình phản ứng hóa học do nhiệt tạo thành trong đó Carbon, Hydrogen và các nguyên tố khác có trong rác kết hợp với Oxy không khí để tạo ra sản phẩm Oxy hóa hoàn toàn và tạo ra nhiệt.Quá trình  xử lý chất thải nhiệt độ cao còn được gọi là "xử lý nhiệt". Việc đốt các vật liệu thải sẽ biến đổi chất thải thành tro, khí lò và nhiệt. Tro phần lớn được hình thành bởi các thành phần vô cơ của chất thải, và có thể dưới dạng khối rắn hoặc hạt mang theo khí lò. Khí thải phải được làm sạch các chất ô nhiễm và các tạp chất trước khi chúng được phân tán vào khí quyển. Trong một số trường hợp, nhiệt phát sinh từ quá trình đốt có thể được sử dụng để tạo ra điện năng.
Đốt rác để tái tạo lại năng lượng cũng là một trong những công nghệ tiết kiệm năng lượng như khí hoá, nhiệt phân và phân hủy kị khí. Mặc dù công nghệ đốt rác và khí hoá tương tự về nguyên tắc, quá trình đốt rác tạo ra nguồn nhiệt năng lớn trong khi đó quá trình khí hóa thường tạo ra sản phẩm chính là khí dễ cháy. Việc đốt và khí hoá cũng có thể được thực hiện mà không cần tiếp thêm năng lượng và vật liệu.
Ở một số nước, vẫn có những mối quan ngại từ các chuyên gia và cộng đồng địa phương về tác động môi trường của lò đốt.
Nhiều nước vài thập niên trước, lò đốt thường không bao gồm việc phân loại để loại bỏ vật liệu nguy hiểm, cồng kềnh hoặc có thể tái chế trước khi đốt. Các cơ sở này có xu hướng gây nguy hiểm cho sức khoẻ của nhân viên nhà máy và môi trường địa phương do mức độ kiểm soát và kiểm soát quá trình đốt không đủ. Hầu hết các cơ sở này không phát điện.
Lò đốt rác thải đã làm giảm khối lượng rắn của chất thải ban đầu 80-85% và thể tích khoảng 95-96%, tùy thuộc vào thành phần và mức độ thu hồi các vật liệu như kim loại từ tro để tái chế. Điều này có nghĩa là mặc dù đốt rác không thay thế hoàn toàn bãi chôn lấp nhưng nó làm giảm đáng kể khối lượng phải thải bỏ. Xe chở rác thường làm giảm thể tích chất thải trong máy nén lắp sẵn trước khi đưa vào lò đốt. Ngoài ra, ở bãi chôn lấp, lượng rác thải không nén có thể giảm khoảng 70% bằng cách sử dụng máy nén thép cố định, mặc dù chi phí năng lượng là khá cao. Ở nhiều quốc gia, việc nén chặt chất thải đơn giản là một cách xử lý phổ biến để đầm chặt tại bãi chôn lấp.
Đốt có những lợi ích đặc biệt mạnh mẽ đối với việc xử lý các loại rác nhất định trong các khu vực thích hợp như chất thải lâm sàng và các chất thải nguy hại nhất định nơi mà các mầm bệnh và chất độc có thể bị phá hủy bởi nhiệt độ cao. Ví dụ như các nhà máy sản xuất hóa chất đa dạng với các dòng thải độc hại hoặc độc hại đa dạng, không thể chuyển tới một nhà máy xử lý nước thải thông thường.
Xử lý chất thải đặc biệt phổ biến ở các nước như Nhật Bản, nơi đất đai là một nguồn tài nguyên khan hiếm. Đan Mạch và Thu Sweden Điển đã và đang là những nhà lãnh đạo trong việc sử dụng năng lượng được tạo ra từ quá trình đốt trong hơn một thế kỷ trong các cơ sở nhiệt điện và nhiệt kết hợp địa phương hỗ trợ các chương trình sưởi ấm khu vực. Năm 2005, việc đốt rác thải chiếm 4,8% lượng tiêu thụ điện và 13,7% tổng tiêu thụ nhiệt nội địa ở Đan Mạch.  Một số nước châu Âu khác phụ thuộc rất nhiều vào việc đốt các chất thải đô thị, đặc biệt là Luxembourg, Hà Lan, Đức và Pháp.

## Lịch sử
Các lò đốt rác thải đầu tiên của Vương quốc Anh đã được xây dựng tại Nottingham bởi Manlove, Alliott & Co. Ltd. năm 1874 do Albert Fryer thiết kế. Ban đầu chúng được gọi là lò hủy rác.
Lò đốt của Mỹ đầu tiên được xây dựng vào năm 1885 trên đảo Governors ở New York, NY. Cơ sở đầu tiên ở Cộng hòa Séc được xây dựng vào năm 1905 tại Brno. 

## Phân loại
Trên thế giới đã có rất nhiều nhà nghiên cứu và sản xuất loại thiết bị này với nhiều chủng loại khác nhau. Tuy nhiên lò đốt có thể được phân chia theo các cách sau:

### Chia theo nguyên liệu đốt
Lò đốt sử dụng nguyên liệu đốt là dầu DO
Lò đốt sử dụng nguyên liệu đốt là Gas
Lò đốt sử dụng nguyên liệu đốt là Điện
Lò đốt sử dụng nguyên liệu đốt là Than
Lò đốt không sử dụng nguyên liệu phụ trợ (Tự rác đốt rác - Đốt rác bằng không khí tự nhiên): Lò đốt này có công nghệ dựa hoàn toàn trên cơ sở đối lưu tự nhiên của dòng vật chất do sự chênh lệch nhiệt độ tạo ra. Việc kiểm soát và cung cấp oxy trong quá trình cháy được điều khiển bằng việc đóng mở các cửa cấp gió chuyên dụng. Công nghệ khí hóa của rác thải được tận dụng triệt để, tạo ra lượng khí cháy, cháy ngay các lớp trên của vật liệu. Lượng nhiệt duy trì quá trình cháy trong lò do bản thân rác thải tạo ra trên cơ sở tận dụng tối đa lượng nhiệt bức xạ, lượng nhiệt trong quá trình phản ứng hóa học phân hủy rác mà không cần dùng đến bất kỳ nguồn năng lượng nào từ bên ngoài.

### Chia theo cấu trúc lò
- Lò quay (Chuyển động quay): có cấu tạo hình trụ, nằm ngang, chuyển đông quay quanh trục của lò làm chất thải được đảo trộn đều, nâng cao hiệu quả cháy. Lò được chế tạo với công suất lớn, chi phí đầu tư và vận hành rất cao.
- Lò tĩnh (không chuyển động): có cấu tạo đơn giản, hiệu quả. Công suất thiết kế của lò tĩnh thường là nhỏ và trung bình. Cấu trúc của lò đốt thường là 2 khoang

### Chia theo công nghệ đốt
- Đốt bằng phương pháp tự nhiên
- Đốt bằng công nghệ áp suất dương (tạo gió cưỡng bức dạng thổi)
- Đốt bằng công nghệ áp suất âm (tạo gió cường bức dạng hút)

## Công nghệ
Lò đốt là lò nung để đốt chất thải. Lò đốt hiện đại bao gồm thiết bị giảm thiểu ô nhiễm như làm sạch khí lò. Có nhiều loại thiết kế nhà máy đốt lò: rào di chuyển, lò cố định, lò nung quay, và lò nung tầng sôi.

### Đốt đống
Đốt đống là một trong những hình thức xử lý rác thải đơn giản và sớm nhất, bao gồm một đống vật liệu dễ cháy được xếp chồng lên nhau trên mặt đất và đốt cháy.
Các đống bị đốt cháy có thể và lan truyền lửa không kiểm soát được, ví dụ như gió cuốn thổi vật liệu ra khỏi đống vào các bụi cháy xung quanh hoặc lên các tòa nhà. Khi chất thải cháy chúng làm thay đổi dần cấu trúc của đống dẫn đến sụp đổ, lan rộng diện tích cháy. Ngay cả trong trường hợp không có gió, các loại than có trọng lượng nhẹ nhỏ có thể nâng đống bằng cách đối lưu, và luồn không khí vào trong cỏ hoặc lên các tòa nhà và gây cháy. Đốt đống thường không phân hủy hoàn toàn chất thải và gây ô nhiễm môi trường.

### Đốt thùng
Thùng đốt  là một dạng đốt rác tư nhân được kiểm soát nhiều hơn, chứa vật liệu cháy bên trong một thùng kim loại, với một vỉ kim loại trên ống xả. Thùng ngăn ngừa sự lan truyền của vật liệu cháy trong điều kiện gió, và như là các chất dễ cháy được giảm chúng chỉ có thể lắng xuống thùng. Hệ thống xả thải giúp ngăn ngừa sự cháy lan ra của than. Thông thường, thùng 55-US-gallon (210 L) được sử dụng làm thùng đốt, có lỗ khoan lỗ khoan hoặc khoan quanh chân đế để hút không khí. Theo thời gian, nhiệt đốt nóng cao làm cho kim loại bị oxy hóa và rỉ sét, và cuối cùng bản thân thùng bị tiêu hao bởi nhiệt và phải được thay thế.
Việc đốt riêng các sản phẩm xen lu lô khô / giấy nói chung là sạch sẽ, không gây ra khói, nhưng nhựa thải trong rác gia đình có thể gây cháy và tạo ra mùi hôi thối và khói gây cay mắt. Hầu hết các cộng đồng đô thị đều cấm đốt thùng,  một số cộng đồng nông thôn cũng có thể bị cấm, đặc biệt là nơi cư dân không quen thuộc với thực tế nông thôn.

### Lò đốt có rào di chuyển
Nhà máy đốt rác tiêu biểu cho chất thải rắn đô thị là lò đốt rào di chuyển. Các rào di chuyển cho phép chuyển động của chất thải thông qua buồng đốt để được tối ưu hóa để cho phép đốt cháy hiệu quả hơn và hoàn thành. Một nồi hơi rãnh di chuyển duy nhất có thể xử lý đến 35 tấn (39 tấn ngắn) chất thải mỗi giờ, và có thể hoạt động 8,000 giờ mỗi năm chỉ với một thời gian dừng để kiểm tra và duy trì khoảng một tháng thời gian. Lò đốt có rào di chuyển thường được gọi là lò đốt chất thải rắn đô thị.
Chất thải được đưa vào bởi một máy xúc qua "họng" của rào, từ nơi này chất thải tiếp tục di chuyển xuống qua rãnh tới hố lò ở đầu kia. Ở đây, tro được loại bỏ thông qua một khóa nước.
Một phần của không khí đốt (khí đốt sơ cấp) được cung cấp qua rãnh từ phía dưới. Luồng không khí này cũng có mục đích tự làm mát rãnh. Làm mát là quan trọng đối với sức mạnh cơ học của rào, và nhiều rãnh di chuyển cũng được làm mát bằng nước.
Không khí đốt thứ cấp được cung cấp vào nồi hơi ở tốc độ cao thông qua các vòi phun trên rây. Nó tạo điều kiện đốt cháy hoàn toàn các khí lò bằng cách tạo ra sự hỗn loạn để trộn tốt hơn và bằng cách đảm bảo một lượng dư oxy. Trong lò đốt lò đốt nhiều tầng, lò không khí thứ cấp được đưa vào buồng riêng ở cuối buồng đốt nguyên sơ.
Theo chỉ thị về lò đốt rác thải ở Châu Âu, các lò đốt phải được thiết kế để đảm bảo rằng khí lò đạt được nhiệt độ ít nhất là 850 °C (1.560 °F) trong 2 giây để đảm bảo sự phân hủy các chất hữu cơ độc hại. Để luôn luôn tuân thủ điều này, cần phải lắp đặt các vòi phụ trợ dự phòng (thường được bơm bằng dầu) được nung vào nồi hơi trong trường hợp giá trị gia nhiệt của chất thải trở nên quá thấp để tự đạt được nhiệt độ này.
Các khí lò sau đó được làm lạnh trong các thiết bị gia nhiệt, trong đó nhiệt được chuyển sang hơi nước, sưởi ấm hơi đến 400 °C (752 °F) với áp suất 40 bar (580 psi) để tạo ra điện trong tuabin. Tại thời điểm này, khí lò có nhiệt độ khoảng 200 °C (392 °F), và được đưa vào hệ thống làm sạch khí thải.
Tại Scandinavia, bảo trì định kỳ luôn được thực hiện trong mùa hè, nơi mà nhu cầu về sưởi ấm khu vực thấp. Thông thường, các lò đốt bao gồm một số "đường ống hơi" (nồi hõi và các thiết bị xử lý khí thải) riêng biệt, để chất thải tiếp tục được tiếp nhận tại một nồi hơi, trong khi các thiết bị khác đang được bảo dưỡng, sửa chữa hoặc nâng cấp.

### Lò đốt có rào cố định
Lò đốt cũ hơn và đơn giản hơn là một lò gạch lát bằng mái kim loại cố định trên hố lò thấp hơn, với một lỗ ở phía trên hoặc bên để nạp và một lỗ khác ở bên để loại bỏ chất rắn không cháy (clinkers). Nhiều lò đốt trước đây được tìm thấy trong nhà chung cư đã được thay thế bằng máy nén thải.

### Lò nung quay
Lò đốt lò quay được sử dụng bởi các đô thị và các nhà máy công nghiệp lớn. Thiết kế lò đốt có 2 buồng: buồng chính và buồng thứ cấp. Buồng chính trong lò đốt lò quay bao gồm một ống hình trụ lót bằng vật liệu chịu lửa. Lớp lót chịu lửa bên trong đóng vai trò như lớp hy sinh để bảo vệ cấu trúc lò. Lớp phủ chịu lửa này cần được thay thế theo thời gian. Sự dịch chuyển xi lanh trên trục của nó tạo điều kiện cho sự di chuyển của chất thải. Trong buồng sơ cấp, có sự chuyển đổi các phần rắn thành khí, thông qua sự bay hơi, chưng cất khô và các phản ứng đốt cháy một phần. Buồng thứ cấp là cần thiết để hoàn thành các phản ứng đốt cháy giai đoạn.
Các clinker tràn ra ở cuối xi lanh. Một ống khói, ga, quạt, vòi phun hơi nước cao cung cấp sự chênh áp cần thiết. Tro đi qua rào, nhưng nhiều hạt lại được mang cùng với các khí nóng. Các hạt và bất kỳ khí dễ cháy có thể được đốt cháy trong "bộ đốt sau".

### Lò đốt tầng sôi
Một luồng không khí mạnh bị ép qua cát. Không khí qua cát cho đến khi đạt đến mức các hạt cát tách ra để cho không khí thông qua và trộn và sự tách giãn xảy ra, từ đó một tầng lỏng  được tạo ra và nhiên liệu và chất thải bây giờ có thể được đưa vào. Cát với chất thải hoặc nhiên liệu được xử lý trước được giữ lại trên dòng không khí bơm và có tính chất giống chất lỏng. Tầng sau đó pha trộn mạnh và tác động giữ các hạt nhỏ trơ và không khí ở trạng thái giống như chất lỏng. Điều này cho phép tất cả các khối lượng của chất thải, nhiên liệu và cát được lưu thông đầy đủ qua lò.

### Đốt đặc biệt
Nhà máy xưởng mùn cưa của nhà máy sản xuất đồ nội thất cần nhiều sự chú ý vì chúng phải xử lý bột nhựa và nhiều chất dễ bắt lửa. Việc đốt cháy có kiểm soát, các hệ thống chống cháy trở nên thiết yếu vì bụi khi bị cháy giống với hiện tượng cháy của bất kỳ loại dầu khí lỏng nào.

### Lò đốt chyển rác thành năng lượng
Nhiệt được sản xuất bởi lò đốt có thể được sử dụng để tạo ra hơi nước mà sau đó có thể được sử dụng để điều khiển một tuabin để sản xuất điện. Lượng năng lượng thực tế với rác thải đô thị ở VN có thể được sản xuất trên một tấn phế thải đô thị khoảng 0.4 MWh điện và 2 MWh của hệ thống sưởi ấm khu vực.  Như vậy, đốt khoảng 600 tấn/ngày) sẽ sản xuất khoảng 240 MWh điện / ngày (10 MW điện liên tục trong 24 giờ) và 1200 MWh năng lượng sưởi ấm mỗi ngày.

## Ô nhiễm
Đốt tạo ra tro và khí thải vào khí quyển. Trước khi hệ thống làm sạch khí thải được lắp đặt, các khí lò có thể chứa các hạt, kim loại nặng, dioxin, furan, sulfur dioxide và axit clohiđric. Nếu các nhà máy không làm sạch không khí, Khí lò có thể thêm một lượng ô nhiễm đáng kể vào lượng khí phát thải.
Trong một nghiên cứu từ năm 1997, Cơ quan Quản lý Rác thải ở Delaware đã phát hiện ra rằng với cùng một lượng sản xuất, các lò đốt thải ra hydrocarbon và SO2, HCl, CO và NOx ít hơn các nhà máy điện đốt than, nhưng nhiều hơn các nhà máy điện khí tự nhiên.  Theo Bộ Môi trường Đức, lò đốt rác thải giảm một lượng lớn chất ô nhiễm trong không khí bằng cách thay thế năng lượng từ các nhà máy đốt than bằng năng lượng từ các nhà máy đốt rác thải.

### Phát thải khí nhà kính

#### Dioxin và furan
Sự quan ngại nhất của các nhà môi trường về việc đốt các chất thải rắn đô thị  là sự tạo ra một lượng đáng kể lượng dioxin và phát thải furan. Dioxin và furan được coi là các mối nguy hiểm nghiêm trọng đối với sức khoẻ. EPA đã công bố vào năm 2012 rằng giới hạn an toàn cho tiêu thụ của con người là 0,7 picograms tương đương về độc tính (TEQ) trên một kilogam trọng lượng mỗi ngày, nó hoạt động ở mức 17 tỷ phần trên gram cho mỗi người cân nặng 150 lb mỗi năm.
Năm 2005, Bộ môi trường Đức, nơi có 66 lò đốt vào thời điểm đó, ước tính rằng "... mặc dù năm 1990 một phần ba lượng dioxin phát thải ở Đức là từ các lò thiêu, năm 2000 con số này ít hơn 1% Các ống khói và bếp lò tản nhiệt trong các hộ gia đình tư nhân thải ra khoảng 20 lần dioxin vào môi trường hơn là các lò đốt. "
Theo Cơ quan Bảo vệ Môi trường Hoa Kỳ, tỷ lệ đốt cháy tổng lượng chất dioxin và furan từ tất cả các nguồn được biết và ước lượng ở Mỹ (không chỉ đổ rác) cho mỗi loại lò đốt là như sau: 35,1% thùng sau vườn; 26,6% chất thải y tế; 6,3% bùn xử lý nước thải đô thị; 5.9% đốt chất thải đô thị; 2,9% đốt gỗ công nghiệp. Như vậy, việc kiểm soát đốt cháy chất thải chiếm 41,7% tổng lượng tồn lưu dioxin.
Năm 1987, trước khi các quy định của chính phủ yêu cầu sử dụng các biện pháp kiểm soát khí thải, đã có tổng lượng 8.905.1 grams (TEQ) lượng khí thải dioxin từ các bộ phận xử lý chất thải đô thị của Hoa Kỳ. Ngày nay, tổng lượng phát thải từ các nhà máy là 83,8 grams TEU / năm, giảm 99%.
Việc đốt nhà vườn và rác thải ở sân sau, vẫn được cho phép ở một số khu vực nông thôn, tạo ra 580 gram dioxin mỗi năm. Các nghiên cứu được thực hiện bởi US-EPA đã chứng minh rằng phát thải từ một gia đình chỉ sử dụng thùng đốt tạo ra nhiều lượng khí thải hơn là một lò đốt thải ra 200 tấn / ngày vào năm 1997 và gấp năm lần 2007 do hóa chất gia tăng trong thùng rác của hộ gia đình và giảm phát thải bởi lò đốt đô thị sử dụng công nghệ tốt hơn.
Tuy nhiên, các nhà nghiên cứu cũng nhận thấy rằng ước tính ban đầu của họ đối với thùng đốt là quá cao và lò đốt được sử dụng để so sánh đại diện cho một nhà máy "sạch" chỉ mang tính lý thuyết. Các nghiên cứu sau này của họ phát hiện ra rằng các thùng đốt đốt sản xuất trung bình 24,95 nanograms TEQ mỗi lb cháy rác, để một gia đình đốt 5 lbs thùng rác mỗi ngày, hoặc 1825 lbs mỗi năm, sản xuất tổng cộng 0,0455 mg TEQ mỗi năm, Và số lượng thùng đốt tương đương cho 83,8 gram (2,96 oz) của 251 lò đốt đô thị do EPA kiểm kê tại Hoa Kỳ vào năm 2000, là 1.841.700, hoặc bình quân 7337 thùng đốt gia đình cho một lò đốt rác thải đô thị.
Hầu hết các cải tiến trong lượng khí thải dioxin ở Mỹ đều là đối với lò đốt rác thải đô thị lớn. Vào năm 2000, mặc dù các lò đốt quy mô nhỏ (những người có công suất dưới 250 tấn / ngày) chỉ xử lý được 9% tổng lượng chất thải đốt, 83% dioxin và furan thải ra từ quá trình đốt chất thải đô thị.

#### Sự phân hủy và hạn chế dioxin
Sự phân hủy dioxin đòi hỏi phải tiếp xúc với vòng phân tử với nhiệt độ cao đủ để gây ra sự phân hủy nhiệt của các liên kết phân tử mạnh gắn chặt với nhau. Những mảnh tro bay nhỏ có thể hơi dày và quá ngắn khi tiếp xúc với nhiệt độ cao chỉ có thể làm suy giảm dioxin trên bề mặt tro. Đối với khoang chứa khí dung tích lớn, việc tiếp xúc quá ngắn cũng có thể dẫn đến chỉ một số khí thải đạt được nhiệt độ phân hủy hoàn toàn. Vì lý do này, cũng có một yếu tố thời gian để tiếp xúc với nhiệt độ để đảm bảo sưởi ấm hoàn toàn thông qua độ dày của tro bay và khối lượng của khí thải.
Có sự cân bằng giữa gia tăng nhiệt độ hoặc thời gian phơi nhiễm. Thông thường, khi nhiệt độ phân hủy cao hơn, thời gian tiếp xúc để sưởi ấm có thể ngắn hơn, nhưng nhiệt độ cao quá mức cũng có thể gây hao mòn và làm hỏng các bộ phận khác của thiết bị đốt. Tương tự như vậy, nhiệt độ phân hủy có thể giảm xuống một mức độ nào đó nhưng sau đó khí thải sẽ đòi hỏi thời gian kéo dài nhiều hơn có thể là vài phút, đòi hỏi phải có khoang xử lý lớn/dài và chiếm rất nhiều không gian nhà máy xử lý.
Một tác dụng phụ của việc phá vỡ các liên kết phân tử mạnh của dioxin là khả năng phá vỡ liên kết khí nitơ (N2) và khí oxy (O2) trong không khí cung cấp. Khi dòng khí thải làm mát, các nguyên tử tách rời hoạt tính cao này tự đổi liên kết thành các oxit phản ứng như NOx trong khí lò, có thể dẫn đến sự hình thành sương mù và mưa acid nếu chúng được giải phóng trực tiếp vào môi trường địa phương. Các oxit phản ứng này phải được trung hòa thêm với việc giảm xúc tác chọn lọc (SCR) hoặc lọc không xúc tác chọn lọc.

#### Phân hủy Dioxin trong thực tế
Nhiệt độ cần thiết để phá vỡ dioxin thường không đạt được khi đốt nhựa ở ngoài trời trong một cái hố đốt hoặc hố rác sẽ gây ra lượng dioxin cao như đã đề cập ở trên. Mặc dù chất dẻo thường cháy trong lửa ngoài trời, dioxin vẫn còn lưu lại sau khi bị đốt cháy hoặc trôi nổi vào trong khí quyển, hoặc có thể ở trong tro, nơi có thể dẫn xuống nước ngầm khi mưa rơi xuống. May mắn thay, các hợp chất của dioxin và furan liên kết rất mạnh với các bề mặt rắn và không bị hòa tan bởi nước, do đó các quá trình rửa được giới hạn ở vài milimet đầu tiên dưới đống tro. Các dioxin pha khí có thể bị phá huỷ đáng kể bằng cách sử dụng các chất xúc tác, một số trong đó có thể có mặt như là một phần của cấu trúc túi vải lọc.
Thiết kế lò đốt đô thị hiện đại bao gồm một khu vực có nhiệt độ cao, nơi khí lò được giữ ở nhiệt độ trên 850 °C (1.560 °F) trong ít nhất 2 giây trước khi nó được làm mát. Chúng được trang bị máy sưởi bổ trợ để đảm bảo điều này ở tất cả thời điểm. Máy sưởi thường sử dụng bằng dầu hoặc khí tự nhiên và thường chỉ hoạt động trong một khoảng thời gian rất nhỏ. Hơn nữa, lò đốt hiện đại nhất sử dụng các bộ lọc vải (thường là với các màng Teflon để tăng cường thu thập các phân tử nhỏ hơn micron) có thể thu được dioxin có trong hoặc trên các hạt rắn.
Đối với lò đốt đô thị rất nhỏ, nhiệt độ yêu cầu cho sự phân hủy nhiệt của dioxin có thể đạt được bằng cách sử dụng một bộ phận sưởi ấm nhiệt độ cao, cộng với một giai đoạn giảm xúc tác có chọn lọc.
Mặc dù dioxin và furan có thể bị phá hủy bởi quá trình đốt cháy, sự cải tạo của chúng bằng một quá trình được gọi là 'tổng hợp de novo' như khí thải phát ra có nguy cơ tạo ra dioxin sẽ được kiểm tra bằng các nhà máy có nhiệt độ đốt cao hơn trong thời gian dài. 

#### CO2
Đối với các quá trình đốt khác, gần như toàn bộ hàm lượng cacbon trong chất thải được phát ra dưới dạng CO2 vào khí quyển. Rác thải đô thị có chứa khoảng một phần carbon dạng CO2 (27%), do đó việc đốt 1 tấn rác thải đô thị tạo ra khoảng 0.27 tấn CO2.
Nếu chất thải đã được chôn lấp, 1 tấn rác thải đô thị sẽ sản sinh khoảng 62 mét khối methanol thông qua quá trình phân hủy kị khí của phần phân huỷ sinh học. Vì tiềm năng ấm lên toàn cầu của khí metan là 34 và trọng lượng 62 mét khối metan ở 25 độ Celsius là 40,7 kg, tương đương với 1,38 tấn CO2, nhiều hơn 1 tấn CO2 mà sẽ được sản xuất bởi thiêu đốt. Tại một số quốc gia, lượng khí bãi rác được thu gom rất nhiều. Tiềm năng nóng lên toàn cầu của khí bãi rác thải ra khí quyển là đáng kể. Ở Mỹ, người ta ước tính rằng tiềm năng ấm lên toàn cầu của khí bãi rác thải ra vào năm 1999 đã cao hơn khoảng 32% so với lượng CO2 thải ra từ quá trình đốt. Kể từ nghiên cứu này, ước tính về sự ấm lên toàn cầu của khí metan đã được tăng lên từ 21 xuống 35, chôn lấp sẽ làm tăng nguy cơ ấm lên toàn cầu lên gấp 3 lần so với việc đốt chất thải.
Ngoài ra, gần như tất cả các chất thải phân hủy sinh học đều có nguồn gốc sinh học. Vật liệu này đã được hình thành bởi các nhà máy sử dụng CO2 trong khí quyển điển hình là trong mùa vụ cuối. Nếu những cây này được tái sinh thì lượng CO2 phát ra từ quá trình cháy sẽ được lấy ra khỏi bầu khí quyển một lần nữa.
Những cân nhắc như vậy là lý do chính tại sao nhiều quốc gia coi việc đốt các chất thải dễ phân huỷ sinh học như là năng lượng có thể tái tạo. Phần còn lại - chủ yếu là chất dẻo và các sản phẩm có nguồn gốc dầu mỏ - thường được coi là các chất không thể tái tạo.
Các kết quả khác nhau cho dấu vết CO2 của việc đốt có thể đạt được với các giả định khác nhau. Các điều kiện địa phương (như yêu cầu sưởi ấm cục bộ của địa phương hạn chế, không có nhiên liệu hóa thạch tạo ra điện để thay thế hoặc mức nhôm cao trong dòng thải) có thể làm giảm lợi ích CO2 từ việc đốt. Phương pháp luận và các giả định khác cũng có thể ảnh hưởng đến kết quả đáng kể.

### Các phát thải khác
Các phát thải khí khác trong khí lò từ lò đốt lò gồm có nitơ oxit, sulfur dioxide, axit clohiđric, kim loại nặng và các hạt mịn. Trong số các kim loại nặng, thủy ngân là mối quan tâm lớn do tính độc hại và độ bay hơi cao của nó, vì tất cả thủy ngân trong dòng thải đô thị đều có thể thoát ra nếu không được loại bỏ bằng các biện pháp kiểm soát khí thải.
Hàm lượng hơi trong khói lò có thể tạo ra khói cản trở tầm nhìn, có thể được coi là ô nhiễm thị giác. Có thể tránh được bằng cách ngưng tụ khí lò và hâm nóng lại, hoặc bằng cách tăng nhiệt độ thoát khí lò cao hơn điểm ngưng sương. Sự ngưng đọng bằng khí thải từ ống khói cho phép làm nóng hơi nước trong quá trình bốc hơi nước, sau đó tăng hiệu suất nhiệt của nhà máy. 